# Autostrada A50
L'autostrada A50, chiamata anche tangenziale Ovest di Milano, è un raccordo autostradale italiano tangente l'area suburbana di Milano da sud-est a nord-ovest, gestito dalla Milano Serravalle - Milano Tangenziali.

Insieme alla A51 (tangenziale Est di Milano), alla A58 (tangenziale Est Esterna di Milano) e alla A52 (tangenziale Nord di Milano), compone il più esteso sistema Italiano di tangenziali intorno a una città, per una lunghezza complessiva maggiore di 100 km. Aggiungendo alle tre tangenziali il tratto urbano della A4, che corre parallelo alla tangenziale Nord collegando A51 e A50, si ottiene un sistema di autostrade urbane che circonda totalmente la città.

## Storia
La Tangenziale Ovest di Milano fu la seconda grande opera e la prima tangenziale milanese, realizzata dalla società concessionaria autostradale che un tempo prendeva il nome di SpA per l'Autostrada Serravalle-Milano-Ponte Chiasso, oggi chiamata Milano Serravalle-Milano Tangenziali.
La prima pietra fu posata nel 1965 e i lavori si conclusero nel 1968. Inizialmente era costituita da sole due corsie per senso di marcia più la corsia di emergenza; in seguito ai lavori di ampliamento terminati nei primi anni ottanta le corsie sono diventate tre più una di emergenza in entrambe le direzioni.
Lo scopo fondamentale per cui venne costruita fu quello di collegare direttamente le autostrade che giungevano a Milano, evitando a numerosi mezzi di passare per le vie interne della città.
La sua costruzione rientrava nel progetto della società concessionaria di unire senza discontinuità l'Europa con le zone industrializzate della Liguria e con il sud Italia.
L'ultima tratta della tangenziale, compresa fra le autostrade per Genova e per Bologna, venne aperta al traffico l'11 aprile 1968.

## L'autostrada oggi
L'A50 si snoda per una lunghezza di 31,5 km. Il km 0 è posto in corrispondenza della connessione con l'A8 - Autostrada dei Laghi, nel comune di Rho, zona in cui è posizionata la barriera autostradale di Terrazzano. Essa prosegue in direzione sud seguendo un percorso sinuoso, attraversando il comune di Pero, dove si trovano gli svincoli con l'A4 Torino-Trieste, e il comune di Milano. Nel comune di Assago incrocia l'autostrada A7 Milano-Genova. Giunta nel comune di San Giuliano Milanese termina immettendosi nell'A1 autostrada del Sole.
È dotata di 12 svincoli liberi, per mezzo dei quali si unisce a importanti strade ordinarie come la SS 494, la SP ex SS 11 e la SP ex SS 35.
Il limite di velocità massimo consentito sulla A50 alle autovetture è di 90 km/h.
Oggi la tangenziale non ha la sola funzione di semplice raccordo autostradale. Già negli ultimi anni è diventata parte integrante della viabilità interna dell'area metropolitana milanese.
La poetessa milanese Alda Merini ha parlato della strada nella poesia Tangenziale dell'ovest.

## Tabella percorso
| TANGENZIALE OVEST DI MILANO |                                                       |                                                                               |      |      |           |                                                           |
| n°                          | Tipo                                                  | Uscita                                                                        | ↓km↓ | ↑km↑ | Provincia | Strada europea                                            |
|                             |                                                       | Varese                                                                        | 0,0  | 31,8 | MI        | Simbolo dell'autostrada E35 · Simbolo dell'autostrada E62 |
|                             |                                                       | Barriera Terrazzano pedaggio 3,40€                                            | 0,8  | 31,0 | MI        | Simbolo dell'autostrada E35 · Simbolo dell'autostrada E62 |
|                             | Simbolo di uscita autostradale                        | del Sempione tangenziale nord - Pero - Fiera di Milano MM1 Rho Fieramilano    | 2,5  | 29,3 | MI        | Simbolo dell'autostrada E35 · Simbolo dell'autostrada E62 |
|                             | Simbolo di incrocio autostradale con altra autostrada | Torino - Trieste                                                              | 4,0  | 27,8 | MI        | Simbolo dell'autostrada E35 · Simbolo dell'autostrada E62 |
|                             | Simbolo di uscita autostradale                        | Rho Cascina Ghisolfa svincolo solo in uscita direzione Genova-Bologna         | 5,0  | --   | MI        | Simbolo dell'autostrada E35 · Simbolo dell'autostrada E62 |
|                             | Simbolo di uscita autostradale                        | Padana Superiore Milano Gallaratese MM1 Molino Dorino SR1                     | 6,0  | 25,8 | MI        | Simbolo dell'autostrada E35 · Simbolo dell'autostrada E62 |
|                             | Simbolo di uscita autostradale                        | Settimo Milanese Milano San Siro Stadio Giuseppe Meazza Fiera Milanocity      | 7,0  | 24,8 | MI        | Simbolo dell'autostrada E35 · Simbolo dell'autostrada E62 |
|                             | Simbolo di uscita autostradale                        | Cusago Milano Baggio MM1 Bisceglie                                            | 10,5 | 21,3 | MI        | Simbolo dell'autostrada E35 · Simbolo dell'autostrada E62 |
|                             |                                                       | Area Servizio "Muggiano"                                                      | 11,9 | 19,9 | MI        | Simbolo dell'autostrada E35 · Simbolo dell'autostrada E62 |
|                             | Simbolo di uscita autostradale                        | Nuova Vigevanese Milano Lorenteggio Abbiategrasso - Vigevano - Cesano Boscone | 14,0 | 17,8 | MI        | Simbolo dell'autostrada E35 · Simbolo dell'autostrada E62 |
|                             | Simbolo di uscita autostradale                        | Corsico - Gaggiano Trezzano sul Naviglio - Buccinasco                         | 15,0 | 16,8 | MI        | Simbolo dell'autostrada E35 · Simbolo dell'autostrada E62 |
|                             |                                                       | Area Servizio "Assago ovest" Inversione di marcia mediante soprelevata        | 19,0 | --   | MI        | Simbolo dell'autostrada E35 · Simbolo dell'autostrada E62 |
|                             | Simbolo di incrocio autostradale con altra autostrada | Genova Assago MM2 Famagosta                                                   | 20,0 | 11,8 | MI        | Simbolo dell'autostrada E35                               |
|                             | Simbolo di uscita autostradale                        | dei Giovi Pavia - Rozzano                                                     | 21,0 | 10,8 | MI        | Simbolo dell'autostrada E35                               |
| BIS                         | Simbolo di uscita autostradale                        | Rozzano/Quinto de' Stampi Milano Gratosoglio                                  | 23,8 | 8,0  | MI        | Simbolo dell'autostrada E35                               |
|                             |                                                       | Area Servizio "Rozzano est"                                                   | --   | 7,3  | MI        | Simbolo dell'autostrada E35                               |
|                             | Simbolo di uscita autostradale                        | della Val Tidone Opera - Locate Triulzi                                       | 26,0 | 5,8  | MI        | Simbolo dell'autostrada E35                               |
|                             |                                                       | Area Servizio "San Giuliano"                                                  | 29,4 | 2,4  | MI        | Simbolo dell'autostrada E35                               |
|                             |                                                       | Bologna Tangenziale Est                                                       | 31,8 | 0,0  | MI        | Simbolo dell'autostrada E35                               |